# Santiago Maradona
Santiago Maradona (Villa Mercedes, 1882 - Buenos Aires, 5 de enero de 1964) fue un ingeniero y político argentino, que ejerció como gobernador de la provincia de Santiago del Estero entre 1928 y 1930.
Nacido en la provincia de San Luis, se graduó de maestro en la Escuela Normal de Paraná; mientras estudiaba en la Universidad de Buenos Aires trabajó como profesor en el Colegio Mariano Acosta de esa ciudad. Se recibió de ingeniero, se afilió a la Unión Cívica Radical y se radicó en la ciudad de Santiago del Estero, donde desempeñó tareas como ingeniero en la administración provincial y como docente. Publicó un tratado sobre cosmografía.
Identificado con el sector radical liderado por Hipólito Yrigoyen, chocó repetidamente con los Unión Cívica Radical Antipersonalista. Fue Ministro de Hacienda del gobernador Manuel Cáceres entre 1920 y 1923.
Fue candidato a gobernador por la UCR en 1924, ocasión en que fue derrotado por Domingo Medina, y en 1928, en que fue elegido.
Durante su gestión se inició la construcción de obras de aprovechamiento hídrico y se proyectó el dique Los Quiroga. Intentó iniciar una legislación social y estableció la estabilidad laboral de los maestros. También creó la escuela Industrial de Santiago del Estero y fundó varias localidades, como Ingeniero Forres.
Al producirse el golpe de Estado de José Félix Uriburu se negó a entregar el mando, por lo que fue encarcelado; al recuperar la libertad comenzó a llevar luto por la democracia perdida; no abandonaría ese luto hasta el regreso de la UCR al poder, en 1963, ya que fue opositor de las dictaduras de 1930, de 1943, de 1955 y de 1962 los gobiernos conservadores de la Década Infame, del peronismo y del desarrollismo de Frondizi. Por su enérgica defensa del radicalismo y su apoyo a las revoluciones radicales, fue arrestado varias veces durante la presidencia de Agustín Pedro Justo. Fue miembro del Comité Nacional de la UCR y ejerció repetidamente como presidente del radicalismo santiagueño.
Desde su derrocamiento se dedicó a la docencia en la Escuela Industrial que había creado hasta poco antes de su fallecimiento, ocurrido en Buenos Aires en enero de 1964.
Una calle y una escuela en la capital santiagueña llevan su nombre.